# NGC 1087
NGC 1087 je galaksija u zviježđu Kit.

## Vanjske poveznice
- SEDS: NGC 1087